# Aeropuerto Internacional Alfonso Bonilla Aragón

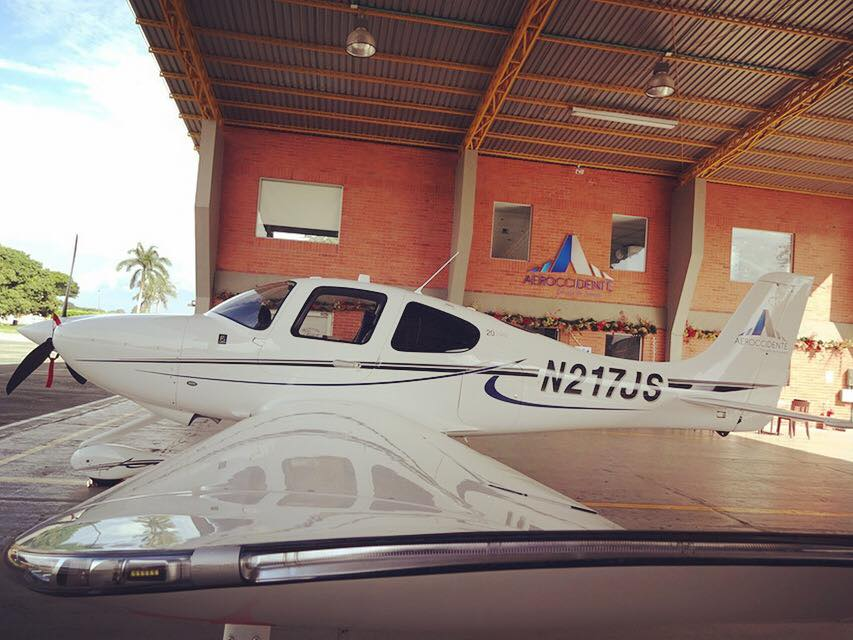
Aeronave Cirrus de la Escuela de Aviación Aeroccidente, con base en el Aeropuerto Internacional Alfonso Bonilla Aragón.

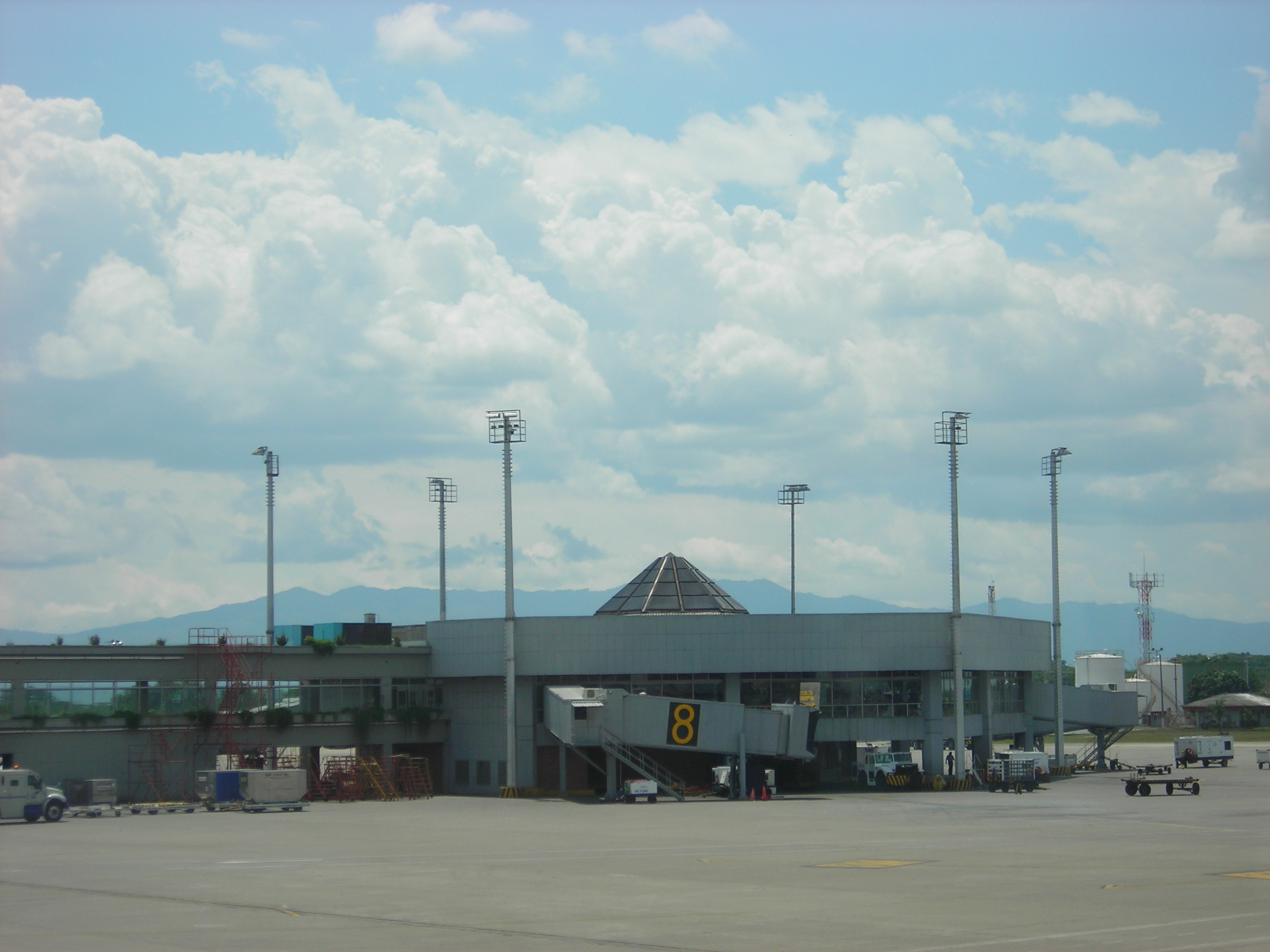
Terminal nacional de pasajeros del aeropuerto Alfonso Bonilla Aragón.

El Aeropuerto Internacional Alfonso Bonilla Aragón (anteriormente llamado Aeropuerto Internacional de Palmaseca) (IATA: CLO, OACI: SKCL) localizado en el corregimiento de Palmaseca del municipio de Palmira, Valle del Cauca, Colombia, sirve a la ciudad de Cali. Fue inaugurado en 1971. En la actualidad, es el tercer aeropuerto de Colombia en movimiento de pasajeros, después del Aeropuerto Internacional El Dorado de la ciudad de Bogotá y el Aeropuerto Internacional José María Córdova de Medellín

Es la base para aviones privados y comerciales, además de ser la sede de la escuela de formación de pilotos Aeroccidente.

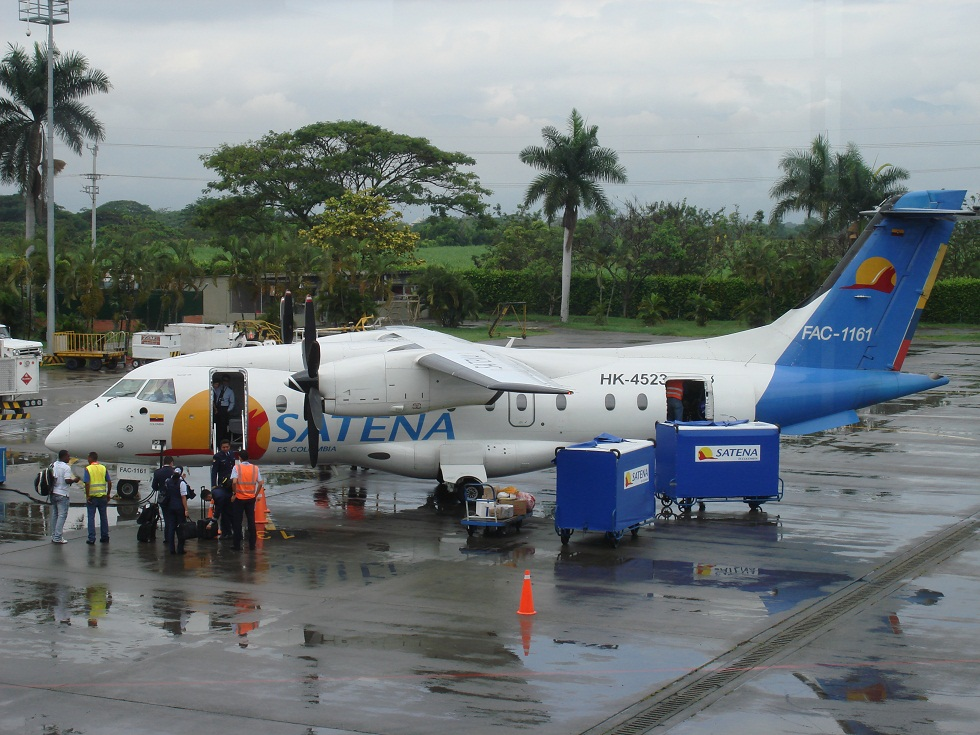
Dornier D328 en el aeropuerto Alfonso Bonilla Aragón.

## Modernización
Actualmente, se llevan a cabo obras para la modernización y ampliación del aeropuerto por un valor de 230 000 millones de pesos, de acuerdo a Aerocali. Se construyó un moderno terminal internacional justo al lado del actual que fue completamente remodelado. Esta nueva construcción tiene 6 puentes de abordaje de última generación capaz de recibir aviones de gran envergadura incluidos los Airbus A330, Boeing 787, Boeing 777 y el Boeing 747 los dos primeros comunes en prestar sus servicios a Madrid y los dos últimos fueron comunes en las ruta Cali-Ámsterdam que operó KLM.
Las obras de remodelación y modernización del Aeropuerto Alfonso Bonilla Aragón de Palmira, entregadas el 8 de marzo de 2017 iban a permitir duplicar la cifra de 5,5 millones de pasajeros que recibe esta terminal aérea anualmente según datos registrados por la sociedad concesionaria administradora de infraestructura y servicios del aeropuerto internacional.
En diciembre de 2014, Avianca hizo un vuelo experimental y simbólico con el nuevo avión Boeing 787 a Cali. Cuando terminen las labores de ampliación, el aeropuerto contará con 14 puertas de abordaje directas que tendrán los sistemas de división de flujo de pasajeros, también se hará la adecuación de la pista de aterrizaje, con lo cual será la única pista de aterrizaje en Colombia en ser certificada. 
Además, se contempla la construcción de una segunda pista de 4000 metros, para hacer del aeropuerto un clúster de carga y de pasajeros entre Sudamérica, Asia y el Caribe; con esta modernización, el Aeropuerto Internacional Alfonso Bonilla Aragón se constituirá como el segundo aeropuerto más grande de Colombia.
Con la entrada de nuevas aerolíneas y rutas desde el aeropuerto Alfonso Bonilla Aragón y el aumento de los flujos de pasajeros y de carga, la concesionaria ha logrado sobrevivir a la crisis del sector. En la actualidad, el aeropuerto es el tercero en importancia en el país, por su infraestructura, y cuenta con operaciones internacionales, además de las operaciones de las líneas aéreas de carga.
El 28 de marzo de 2015 se da inicio a la ruta triangular Cali-Ámsterdam-Bogotá-Cali, porque debido a la altura, y el arranque, un avión despegando del aeropuerto de Cali, consume menos combustible que un avión saliendo del aeropuerto de Bogotá y a partir de octubre operará el B747-400. También en el mes de julio de 2015 la aerolínea española Iberia dio inicio a su ruta Cali-Madrid-Medellín-Cali con tres frecuencias semanales, que se sumó a la operación de Avianca a Madrid. En el 2019 ya sólo opera Avianca a Europa.

## Tráfico y estadísticas de pasajeros
| 2004 | 2 148 328 |         |         |         |         |
| 2005 | 2 182 801 | +1.60%  |         |         |         |
| 2006 | 2 321 695 | +6.36%  |         |         |         |
| 2007 | 2 435 372 | +4.89%  |         |         |         |
| 2009 | 2 667 526 | +10.28% |         |         |         |
| 2010 | 3 311 674 | +24.14% |         |         |         |
| 2012 | 3 699 382 | +14.18% |         |         |         |
| 2013 | 4 393 977 | +18.77% |         |         |         |
| 2014 | 4 700 764 | +6.98%  |         |         |         |
| 2015 | 5 122 389 | +8.96%  |         |         |         |
| 2016 | 5 590 351 | +9.14%  | Fuente: | Fuente: | Fuente: |

## Año 2023
| Mes               | Pasajeros | Variación |
| ----------------- | --------- | --------- |
| Enero             | 477 354   | -4%       |
| Febrero           | 455 118   | -5%       |
| Marzo             | 270 168   | -41%      |
| Abril             | 1 218     | -100%     |
| Mayo              | 1 563     | +28%      |
| Junio             | 1 577     | +1%       |
| Julio             | 1 291     | -18%      |
| Agosto            | 1 303     | +1%       |
| Septiembre        | 60 095    | +4512%    |
| Octubre           | 138 754   | +131%     |
| Noviembre         | 219 882   | +58%      |
| Diciembre         | 327 675   | +49%      |
| Fuente: Aerocivil |           |           |

## Principales destinos nacionales e internacionales

### Principales destinos nacionales (enero-diciembre de 2019)
| N.º               | Ciudad         | Pasajeros | Variación   |
| ----------------- | -------------- | --------- | ----------- |
| 1                 | Bogotá         | 3 147 137 | +15.05%     |
| 2                 | Medellín (MDE) | 457 316   | +12.33%     |
| 3                 | San Andrés     | 329 701   | +14%        |
| 4                 | Cartagena      | 233 791   | +13%        |
| 5                 | Tumaco         | 96 872    | +1.51%      |
| 6                 | Pasto          | 55 826    | +39.40%     |
| 7                 | Guapi          | 30 477    | -8.07%      |
| 8                 | Puerto Asís    | 23 324    | +70%        |
| 9                 | Quibdó         | 18 985    | +56%        |
| 10                | Villavicencio  | 7 655     | Crecimiento |
| 11                | Medellín (EOH) | 2 247     | +2,265.26%  |
| Fuente: Aerocivil |                |           |             |

### Principales destinos internacionales (enero-diciembre de 2019)
| N.º               | Ciudad                 | Pasajeros | Variación  |
| ----------------- | ---------------------- | --------- | ---------- |
| 1                 | Ciudad de Panamá (PTY) | 235 683   | +1.28%     |
| 2                 | Miami                  | 190 094   | -2.15%     |
| 3                 | Madrid                 | 127 245   | -26.25%    |
| 4                 | Fort Lauderdale        | 88 904    | +2,694.84% |
| 5                 | Lima                   | 88 875    | +143.29%   |
| 6                 | Guayaquil              | 50 946    | -13.70%    |
| 7                 | Ciudad de Panamá (BLB) | 40 657    | -0.11%     |
| 8                 | San Salvador           | 22 880    | -43.03%    |
| 9                 | Esmeraldas             | 22 695    | -8.61%     |
| 10                | Porlamar               | 10 423    | -48.76%    |
| 11                | Caracas                | 10 145    | +845.48%   |
| Fuente: Aerocivil |                        |           |            |

## Aerolíneas y destinos

### Pasajeros
| Aerolíneas        | Destinos |
| ----------------- | --- |
| Aeroméxico        | Ciudad de México |
| Aeroregional      | Chárter: Quito |
| American Airlines | Miami |
| Avianca           | Barranquilla, Bogotá, Cartagena, Madrid, Medellín–JMC, Pasto, Santa Marta Estacional: Miami, Nueva York–JFK, San Andrés |
| Clic              | Bogotá, Guapi, Medellín–Olaya Herrera, Neiva, Pasto, Puerto Asís, Quibdó, Tumaco, Villavicencio                         |
| Copa Airlines     | Ciudad de Panamá–Tocumen                                                                                                |
| JetSmart Colombia | Bogotá, Cartagena, Medellín–JMC, Punta Cana (inicia el 7 de diciembre de 2025), San Andrés, Santa Marta                 |
| JetSmart Chile    | Antofagasta, Santiago de Chile                                                                                          |
| LATAM Colombia    | Bogotá, Cartagena, Medellín–JMC, San Andrés                                                                             |
| SATENA            | Bahía Solano, Condoto, Florencia, Guapi, Ipiales, Neiva, Nuquí, Pitalito, Pizarro, Puerto Asís, Timbiquí, Tumaco        |
| Spirit Airlines   | Fort Lauderdale |
| Wingo             | Bogotá, Ciudad de Panamá–Balboa Estacional: Aruba                                                                       |
| World2Fly         | Madrid |

### Carga
| Aerolíneas           | Destinos            |
| -------------------- | ------------------- |
| Aerosucre            | Bogotá              |
| Avianca Cargo        | Medellín–JMC, Miami |
| LATAM Cargo Colombia | Miami               |

Aerolíneas de carga adicionales que operan en Cali
- AerCaribe

### Destinos nacionales
Se brinda servicio a 21 destinos, dentro del país a cargo de 6 aerolíneas.
| Colombia                                                | Colombia                                                | Aerolíneas     | Aerolíneas | Aerolíneas | Aerolíneas | Aerolíneas   | Aerolíneas |
| Ciudades                                                | Nombre del aeropuerto                                   | Avianca        | LATAM      | JetSMART   | SATENA     | Otras        | #          |
| ------------------------------------------------------- | ------------------------------------------------------- | -------------- | ---------- | ---------- | ---------- | ------------ | ---------- |
| Barranquilla                                            | Aeropuerto Internacional Ernesto Cortissoz              | ●              |            |            |            |              | 1          |
| Bogotá                                                  | Terminal Puente Aéreo                                   |                |            | ●          | ●          |              | 2          |
| Bogotá                                                  | Aeropuerto Internacional El Dorado                      | ●              | ●          |            |            | Wingo        | 3          |
| Cartagena                                               | Aeropuerto Internacional Rafael Nuñez                   | ●              | ●          | ●          |            |              | 3          |
| Condoto                                                 | Aeropuerto Mandiga                                      |                |            |            | ●          |              | 1          |
| El Charco                                               | Aeropuerto El Charco                                    |                |            |            |            | TAC          | 1          |
| Florencia                                               | Aeropuerto Gustavo Artunduaga                           |                |            |            | ●          | Clic Air     | 1          |
| Guapi                                                   | Aeropuerto Juan Casiano                                 |                |            |            | ●          | Clic Air TAC | 3          |
| Ipiales                                                 | Aeropuerto San Luis                                     |                |            |            | ●          | TAC          | 2          |
| Medellín                                                | Aeropuerto Olaya Herrera                                |                |            |            |            | Clic Air     | 1          |
| Medellín                                                | Aeropuerto Internacional José María Córdova             | ●              | ●          | ●          |            |              | 3          |
| Neiva                                                   | Aeropuerto Benito Salas                                 |                |            |            | ●          |              | 1          |
| Pasto                                                   | Aeropuerto Antonio Nariño                               | ●              |            |            |            | Clic Air     | 2          |
| Pizarro                                                 | Aeropuerto de Pizarro                                   |                |            |            | ●          | TAC          | 2          |
| Puerto Asís                                             | Aeropuerto Tres de Mayo                                 |                |            |            | ●          | Clic Air     | 2          |
| Quibdó                                                  | Aeropuerto El Caraño                                    |                |            |            | ●          |              | 1          |
| San Andrés Islas                                        | Aeropuerto Internacional Gustavo Rojas Pinilla          | ● (Estacional) | ●          | ●          |            |              | 3          |
| Santa Marta                                             | Aeropuerto Internacional Simón Bolívar                  | ●              | ●          | ●          |            |              | 3          |
| Timbiquí                                                | Aeropuerto de Timbiquí                                  |                |            |            |            | TAC          | 1          |
| Tumaco                                                  | Aeropuerto La Florida                                   |                |            |            | ●          | Clic Air     | 2          |
| Villavicencio                                           | Aeropuerto Vanguardia                                   |                |            |            |            | Clic Air     | 1          |
| Total: 19 destinos (1 estacional), 1 país, 6 aerolíneas | Total: 19 destinos (1 estacional), 1 país, 6 aerolíneas | 7              | 5          | 5          | 10         | 13           | 21         |

### Destinos internacionales
Se ofrece servicio a 13 destinos internacionales, a cargo de 10 aerolíneas.
| Ciudad                                        | Aeropuerto                                            | Aerolíneas                                           | Aeronaves    | Frecuencias semanales |
| Norteamérica                                  | Norteamérica                                          | Norteamérica                                         | Norteamérica | Norteamérica          |
| --------------------------------------------- | ----------------------------------------------------- | ---------------------------------------------------- | ------------ | --------------------- |
| Estados Unidos (3 destinos, 3 aerolíneas)     |                                                       |                                                      |              |                       |
| Fort Lauderdale                               | Aeropuerto Internacional de Fort Lauderdale-Hollywood | Spirit Airlines                                      | A20N         | 7                     |
| Miami                                         | Aeropuerto Internacional de Miami                     | American Airlines Avianca                            | B38M A320    | 21                    |
| Nueva York                                    | Aeropuerto Internacional John F. Kennedy              | Avianca                                              | A320         | 3                     |
| México (1 destino, 1 aerolínea)               |                                                       |                                                      |              |                       |
| Ciudad de México                              | Aeropuerto Internacional de la Ciudad de México       | Aeroméxico                                           | B38M         | 7                     |
| Centroamérica y El Caribe                     |                                                       |                                                      |              |                       |
| Aruba (1 destino [1 estacional], 1 aerolínea) |                                                       |                                                      |              |                       |
| Oranjestad                                    | Aeropuerto Internacional Reina Beatriz                | Wingo (Estacional)                                   | B738         | 2                     |
| Panamá (2 destinos, 2 aerolíneas)             |                                                       |                                                      |              |                       |
| Ciudad de Panamá                              | Aeropuerto Internacional de Tocumen                   | Copa Airlines                                        | B738         | 25                    |
| Ciudad de Panamá                              | Aeropuerto Internacional Panamá Pacífico              | Wingo                                                | B738         | 4                     |
| República Dominicana (1 destino, 1 aerolínea) |                                                       |                                                      |              |                       |
| Punta Cana                                    | Aeropuerto Internacional de Punta Cana                | JetSMART Colombia (inicia el 7 de diciembre de 2025) | A320N        | 3                     |
| Sudamérica                                    |                                                       |                                                      |              |                       |
| Chile (2 destinos, 1 aerolínea)               |                                                       |                                                      |              |                       |
| Antofagasta                                   | Aeropuerto Andrés Sabella                             | JetSMART                                             | A20N         | 3                     |
| Santiago de Chile                             | Aeropuerto Internacional Arturo Merino Benítez        | JetSMART                                             | A20N         | 4                     |
| Ecuador (1 destino, 1 aerolínea)              |                                                       |                                                      |              |                       |
| Esmeraldas                                    | Aeropuerto Coronel Carlos Concha Torres               | Aeroregional                                         | B734 / B735  | 2                     |
| Quito                                         | Aeropuerto Internacional Mariscal Sucre               | Aeroregional (vía ESM)                               | B734 / B735  | 2                     |
| Europa                                        |                                                       |                                                      |              |                       |
| España (1 destino, 2 aerolíneas)              |                                                       |                                                      |              |                       |
| Madrid                                        | Aeropuerto Adolfo Suárez Madrid-Barajas               | Avianca World2fly                                    | B788 A359    | 5                     |
| Total: 13 destinos, 8 países, 10 aerolíneas   |                                                       |                                                      |              |                       |

## Aerolíneas que cesaron operación

### Aerolíneas extintas
| Aces                         |                                                     |
| Bogotá                       | Aeropuerto Internacional El Dorado                  |
| Condoto                      | Aeropuerto de Condoto                               |
| Guapi                        | Aeropuerto de Guapi                                 |
| Ipiales                      | Aeropuerto San Luis                                 |
| Manizales                    | Aeropuerto La Nubia                                 |
| Medellín                     | Aeropuerto Olaya Herrera                            |
| Miami                        | Aeropuerto Internacional de Miami                   |
| Rionegro                     | Aeropuerto Internacional José María Córdova         |
| Tumaco                       | Aeropuerto La Florida                               |
| Pereira                      | Aeropuerto Internacional Matecaña                   |
| Avianca Perú                 |                                                     |
| Lima                         | Aeropuerto Internacional Jorge Chávez               |
| Braniff International        |                                                     |
| Ciudad de Panamá             | Aeropuerto Internacional de Tocumen                 |
| Miami                        | Aeropuerto Internacional de Miami                   |
| GCA Airlines                 |                                                     |
| Barranquilla                 | Aeropuerto Internacional Ernesto Cortissoz          |
| Bucaramanga                  | Aeropuerto Internacional Palonegro                  |
| Cartagena                    | Aeropuerto Internacional Rafael Nuñez               |
| Cúcuta                       | Aeropuerto Internacional Camilo Daza                |
| San Andrés                   | Aeropuerto Internacional Gustavo Rojas Pinilla      |
| Eastern Airlines             |                                                     |
| Medellín                     | Aeropuerto Olaya Herrera                            |
| Miami                        | Aeropuerto Internacional de Miami                   |
| Ecuatoriana de Aviación      |                                                     |
| Quito                        | Aeropuerto Internacional Mariscal Sucre             |
| Miami                        | Aeropuerto Internacional de Miami                   |
| Icaro Air                    |                                                     |
| Quito                        | Aeropuerto Internacional Mariscal Sucre             |
| Intercontinental de Aviación |                                                     |
| Bogotá                       | Aeropuerto Internacional El Dorado                  |
| Cartagena                    | Aeropuerto Internacional Rafael Nuñez               |
| Ciudad de Panamá             | Aeropuerto Internacional de Tocumen                 |
| Pasto                        | Aeropuerto Antonio Nariño                           |
| San Andrés                   | Aeropuerto Internacional Gustavo Rojas Pinilla      |
| Tumaco                       | Aeropuerto La Florida                               |
| Esmeraldas                   | Aeropuerto Coronel Carlos Concha Torres             |
| Isleña de Aviación           |                                                     |
| San Andrés                   | Aeropuerto Internacional Gustavo Rojas Pinilla      |
| LANZA                        |                                                     |
| Bogotá                       | Aeropuerto Internacional El Dorado                  |
| Magangué                     | Aeropuerto Baracoa de Magangué                      |
| TAME                         |                                                     |
| Esmeraldas                   | Aeropuerto Coronel Carlos Concha Torres             |
| Quito                        | Aeropuerto Internacional Mariscal Sucre             |
| Tulcán                       | Aeropuerto Teniente Coronel Luis A. Mantilla        |
| Viasa                        |                                                     |
| Caracas                      | Aeropuerto Internacional de Maiquetia Simón Bolívar |
| Ultra Air                    |                                                     |
| Bogotá                       | Aeropuerto Internacional El Dorado                  |
| Cartagena                    | Aeropuerto Internacional Rafael Nuñez               |
| Medellín                     | Aeropuerto Internacional José María Córdova         |
| San Andrés                   | Aeropuerto Internacional Gustavo Rojas Pinilla      |
| Santa Marta                  | Aeropuerto Internacional Simón Bolívar              |
| Viva Air                     |                                                     |
| Barranquilla                 | Aeropuerto Internacional Ernesto Cortissoz          |
| Bogotá                       | Aeropuerto Internacional El Dorado                  |
| Cartagena                    | Aeropuerto Internacional Rafael Nuñez               |
| Medellín                     | Aeropuerto Internacional José María Córdova         |
| Montería                     | Aeropuerto Internacional Los Garzones               |
| San Andrés                   | Aeropuerto Internacional Gustavo Rojas Pinilla      |
| Santa Marta                  | Aeropuerto Internacional Simón Bolívar              |
| West Caribbean Airways       |                                                     |
| Bogotá                       | Aeropuerto Internacional El Dorado                  |
| Medellín                     | Aeropuerto Olaya Herrera                            |
| Quibdó                       | Aeropuerto El Caraño                                |
| Rionegro                     | Aeropuerto Internacional José María Córdova         |
| San Andrés                   | Aeropuerto Internacional Gustavo Rojas Pinilla      |

### Aerolíneas operativas
Los destinos en cursiva poseen servicio actualmente. Las aerolíneas en negrilla operan en el aeropuerto actualmente.
| Ciudades por países                                                                                    | Nombre del aeropuerto                                 | Aerolíneas             | Notas                           |
| --- | ----------------------------------------------------- | ---------------------- | ------------------------------- |
| Colombia                                                                                               | (14 destinos, 5 sin servicio)                         | (7 aerolíneas)         |                                 |
| · Bogotá                                                                                               | Aeropuerto Internacional El Dorado                    | Satena                 |                                 |
| · Buenaventura                                                                                         | Aeropuerto Gerardo Tobar López                        | LATAM Colombia         |                                 |
| · Cartagena                                                                                            | Aeropuerto Internacional Rafael Núñez                 | Copa Airlines Colombia |                                 |
| · Cartagena                                                                                            | Aeropuerto Internacional Rafael Núñez                 | Wingo                  | Abandonó el 20 de abril de 2022 |
| · Ibagué                                                                                               | Aeropuerto Perales                                    | LATAM Colombia         |                                 |
| · Ipiales                                                                                              | Aeropuerto San Luis                                   | LATAM Colombia         |                                 |
| · Ipiales                                                                                              | Aeropuerto San Luis                                   | Satena                 |                                 |
| · Medellín                                                                                             | Aeropuerto Olaya Herrera                              | LATAM Colombia         |                                 |
| · Medellín                                                                                             | Aeropuerto Olaya Herrera                              | Satena                 |                                 |
| · Neiva                                                                                                | Aeropuerto Benito Salas                               | LATAM Colombia         |                                 |
| · Pasto                                                                                                | Aeropuerto Antonio Nariño                             | EasyFly                |                                 |
| · Pasto                                                                                                | Aeropuerto Antonio Nariño                             | Satena                 |                                 |
| · Pitalito                                                                                             | Aeropuerto Contador                                   | Satena                 |                                 |
| · San Andrés Islas                                                                                     | Aeropuerto Internacional Gustavo Rojas Pinilla        | Wingo                  | Abandonó el 20 de abril de 2022 |
| · Santa Marta                                                                                          | Aeropuerto Internacional Simón Bolívar                | Copa Airlines Colombia |                                 |
| · Pereira                                                                                              | Aeropuerto Internacional Matecaña                     | LATAM Colombia         |                                 |
| · Puerto Asís                                                                                          | Aeropuerto Tres de Mayo                               | LATAM Colombia         |                                 |
| · Puerto Asís                                                                                          | Aeropuerto Tres de Mayo                               | Satena                 |                                 |
| · Tumaco                                                                                               | Aeropuerto La Florida                                 | EasyFly                |                                 |
| |                                                       |                        |                                 |
| Chile                                                                                                  |                                                       | (1 aerolínea)          |                                 |
| · Santiago de Chile                                                                                    | Aeropuerto Internacional Arturo Merino Benítez        | LATAM Airlines         |                                 |
| Ecuador                                                                                                |                                                       | (2 aerolíneas)         |                                 |
| · Quito                                                                                                | Aeropuerto Internacional Mariscal Sucre               | LATAM Perú             |                                 |
| Estados Unidos                                                                                         |                                                       | (3 aerolíneas)         |                                 |
| · Fort Lauderdale                                                                                      | Aeropuerto Internacional de Fort Lauderdale-Hollywood | LATAM Colombia         |                                 |
| · Houston                                                                                              | Aeropuerto Intercontinental George Bush               | United Airlines        |                                 |
| · Miami                                                                                                | Aeropuerto Internacional de Miami                     | LATAM Airlines         |                                 |
| Panamá                                                                                                 |                                                       | (1 aerolínea)          |                                 |
| · Ciudad de Panamá                                                                                     | Aeropuerto Internacional de Tocumen                   | Air Panama             |                                 |
| México                                                                                                 |                                                       | (1 aerolínea)          |                                 |
| · Ciudad de México                                                                                     | Aeropuerto Internacional de la Ciudad de México       | Aeromexico             |                                 |
| Total: 6 países (1 sin servicio), 13 destinos sin servicio, 12 aerolíneas (4 sin servicio al terminal) |                                                       |                        |                                 |

### Estructura y capacidad
- El aeropuerto tiene una pista de 9842 pies (3000 m) de longitud.
- La pista es pavimentada, y tiene una elevación de 3162 pies (962 m). Es uno de los aeropuertos en América Latina que funciona durante las 24 horas, 7 días, por lo cual funciona en algunos casos como el aeropuerto alterno de la ciudad de Bogotá.
- Las instalaciones de carga cuentan con un muelle del carguero 747, almacén consolidado, zona de tránsito, puerto franco y zona de comercio exterior; dirección mecánica, funcionarios de la salud, seguridad para los objetos de valor; expresa y el centro del mensajero.
- La aerolínea Avianca tiene su propia sala VIP con diferentes servicios tales como Wi-Fi, diferentes ambientes, televisión satelital, barra de comidas y diferentes materiales de entretenimiento.

### Datos de interés

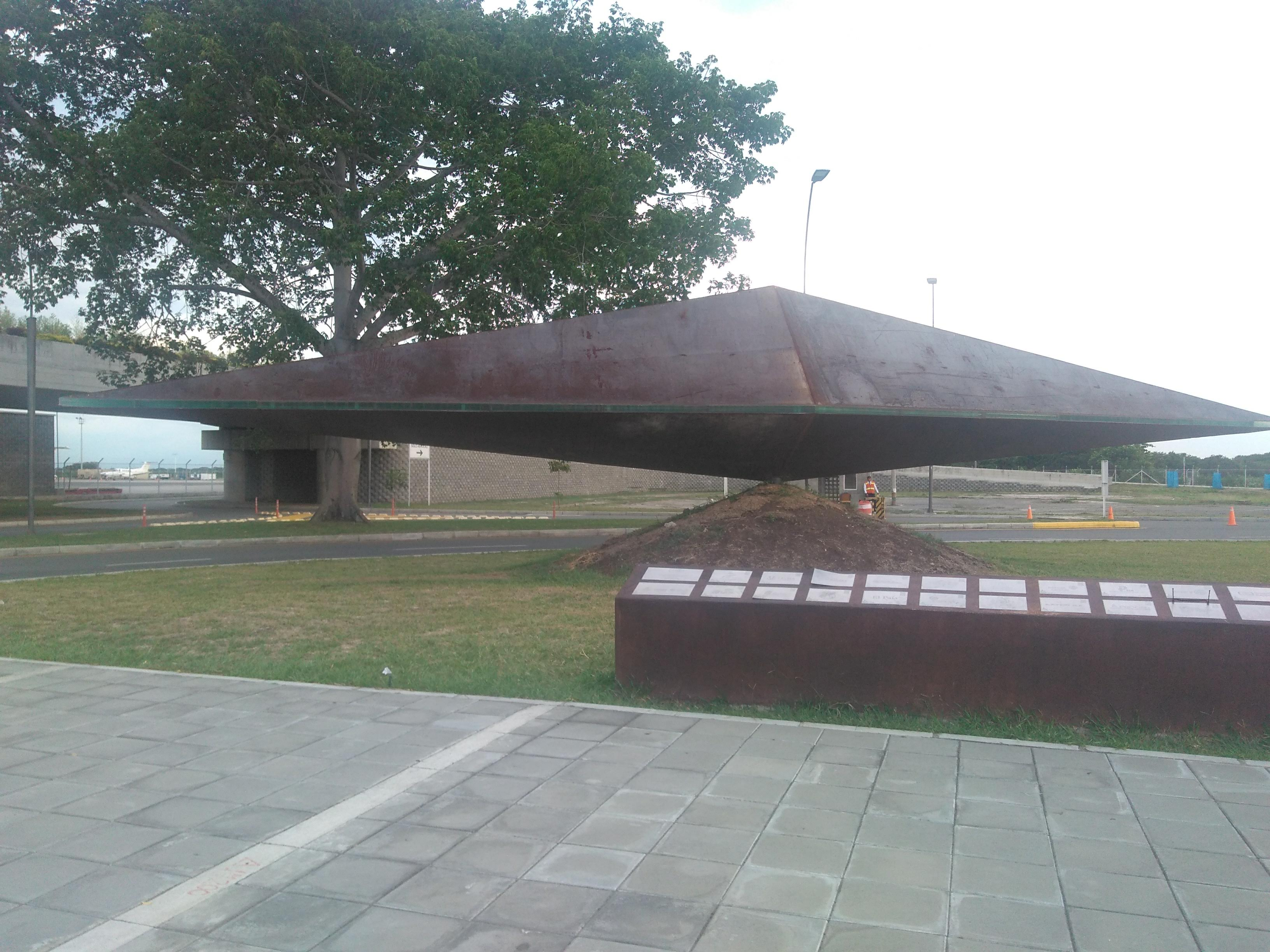
Monumento Canto, ubicado a las afueras del aeropuerto

- La Aerolínea Avianca adquirió unos hangares en esta terminal aérea para el mantenimiento de sus aviones, ya que en el Aeropuerto Internacional El Dorado no hay más espacio y está en proceso de reestructuración.
- Allí se encuentran varios de los McDonnell Douglas de AeroRepública que ya salieron de servicio, además de uno que tuvo un incidente y quedó al lado de una de las cabeceras de la pista.
- El 4 de abril del 2001 un avión carguero de la compañía Arrow Air, arribó de Quito y Guayaquil y luego de ser cargado con las mercancías seguiría su rumbo a Miami. Luego del despegue, la tripulación reportó anomalías en el tren de aterrizaje principal. Luego de los procedimientos establecidos y el consumo del combustible se dispuso a aterrizar de emergencia. Al efectuarse la inspección de rigor, las autoridades atónitas encontraron los cuerpos sin vida de dos jóvenes que se habían escondido en el compartimento del tren de aterrizaje principal. Ambos polizones murieron en el intento de volar clandestinamente a Miami. La seguridad aeroportuaria del terminal se vio fuertemente criticada por la opinión pública ante este acontecimiento.

- El 8 de enero de 2005 se presentó una emergencia de un MD-83 de Aerorepública con 170 ocupantes a bordo. Cuando tomó pista proveniente de Cartagena, este no pudo detenerse y vino a parar en la zona de seguridad a 250 metros del final de la pista, tras haber perdido los trenes de aterrizaje. Aunque afortunadamente no hubo pérdidas humanas, el avión fue declarado como pérdida total. Este acontecimiento recibió nuevamente muchas críticas por parte de la opinión pública ante el concesionario y las autoridades aeroportuarias por la lenta reacción de las Brigadas de Emergencia ante el incidente ocurrido, que pudo haber terminado en una tragedia. A diferencia de otras concesiones en el país, el contrato con Aerocali S.A. no incluye las ambulancias ni los bomberos aeronáuticos, por lo tanto la concesionaria no podía responder por las fallas de reacción que se presentaron en los momentos en que ocurrió la emergencia aérea.
- KLM en 2015 fue la primera Aerolínea en operar comercialmente un Boeing 777 en el aeropuerto. Durante la historia del aeropuerto y además de ser la segunda ciudad colombiana después de Bogotá, en que aterrizó este Boeing para realizar vuelos comerciales de largo alcance.Ësta aerolínea operó muy poco tiempo este aeropuerto cuyo destino era Ámsterdam.
- El 22 de febrero de 2016, una maquinaria encargada de la construcción de la nueva terminal y modernización del aeropuerto durante las obras, destruyó los cables de energía de la pista, por lo que el aeropuerto tuvo que suspender sus operaciones, funcionando solo hasta que la luz natural lo permitió.[3] El daño fue corregido dos horas después, reanudando el aeropuerto sus operaciones normales.